# Autorità di bacino interregionali dei fiumi Fissero Tartaro Canalbianco
L'Autorità di bacino interregionali dei fiumi Fissero Tartaro Canalbianco era una delle Autorità interregionali istituite a seguito dell'art. 13 della legge del 18 maggio 1989, n. 183.

## Storia
L'ente gestiva il bacino idrografico degli omonimi fiumi. Nel maggio del 2017 è stato assorbita dalla Autorità di bacino distrettuale del fiume Po.
Il territorio gestito era suddiviso fra i seguenti enti:
- Veneto
  - Provincia di Venezia
    - 1 comune

  - Provincia di Verona
    - 40 comuni

  - Provincia di Rovigo
    - 46 comuni
- Lombardia
  - Provincia di Mantova
    - 12 comuni

La sede amministrativa era a Venezia.